# Chiesa di San Fedele (Mello)

La chiesa di San Fedele di Mello è consacrata al santo martire Fedele e rappresenta uno dei più begli esempi di edificio sacro tardo barocco in Valtellina. 
Troviamo, al suo interno, un'unica navata rettangolare sormontata da una volta riccamente decorata dal pittore Eliseo Fumagalli di Delebio.
Si aprono sulla navata sei cappelle laterali: nelle tre di sinistra troviamo, nell'ordine, il battistero, l'altare dedicato a santo Stefano e l'altare della Crocifissione.
Sulla destra abbiamo, in successione, la cappella dedicata a san Giuseppe,  quella dedicata a San Carlo Borromeo e quella dedicata alla Madonna. La navata è conclusa da un ampio presbiterio semicircolare arricchito dal ciclo di affreschi di Carlo Innocenzo Carloni, uno dei massimi esponenti del rococò a livello europeo.